# Firma espectral
Firma espectral o Signatura espectral.
El emisor de radiación más usual para imágenes de teledetección es el Sol. El Sol emite la radiación que incide, en primer lugar, en la atmósfera. Los gases presentes en la atmósfera, como el resto de la materia presente en el Universo, interactúa con la radiación, absorbiéndola, reflejándola o transmitiéndola. Una vez que la radiación solar ha traspasado la atmósfera interactúa con la superficie terrestre, encontrándose con todo tipo de materiales diferentes, aguas dulces, saladas, tierras desnudas, nieve, zonas de vegetación densa, zonas de vegetación arbustiva, ciudades, etc. Cada tipo de superficie interactúa con la radiación de manera diferente, absorbiendo unas longitudes de onda muy concretas y reflejando otras diferentes en unas proporciones determinadas. Esta característica hace posible que se puedan identificar los distintos objetos: suelo, vegetación, aguas, etc. ya que mediante experimentos en laboratorio se han podido caracterizar el comportamiento de estas distintas superficies al recibir radiación y cuantificando los porcentajes de reflexión, absorción y transmisión. A este comportamiento concreto de cada tipo de objeto es a lo que se llama firma o signatura espectral.

## Factores que modifican las firmas espectrales
- Angulo de iluminación solar
- Modificaciones que el relieve introduce en el ángulo de iluminación: orientación de laderas o pendientes
- Influencia de la atmósfera: absorción de nubes y dispersión selectiva en distintas longitudes de onda
- Variaciones medioambientales en la cubierta: asociación con otras superficies, homogeneidad que presenta, estado fenológico, etc.
- Sustrato edafológico o litológico: muy influyente cuando la cubierta observada presenta una densidad media.

- Datos: Q2446767

radiación electromagnética